# Marion Motley
Pour les articles homonymes, voir Motley.
Pro Football Hall of Fame 1968
(en) Statistiques sur pro-football-reference
Marion Motley, né le 5 juin 1920 à Leesburg et mort le 27 juin 1999 à Cleveland, est un joueur américain de football américain évoluant au poste de fullback et de linebacker.

## Biographie
Il suit des études à l'université du Nevada à Reno et joue alors pour le Wolf Pack du Nevada.
Après son service militaire dans l'United States Navy (1944-1945), il joue pour les Browns de Cleveland dans l'All-America Football Conference (AAFC) et la National Football League (NFL). Joueur polyvalent, il évolue au poste de fullback (attaque) et de linebacker (défense). Motley est également l'un des premiers Afro-Américains à jouer professionnel dans l'ère moderne de ce sport.
Gêné par des blessures au genou, Motley quitte les Browns après la saison 1953. Il tente un retour en 1955 aux Steelers de Pittsburgh mais est libéré avant la fin de la saison.
Il a ensuite poursuivi une carrière d'entraîneur.
Marion Motley est sélectionné dans l'équipe NFL de la décennie 1940 et l'équipe du 75e anniversaire de la NFL et il est élu au Pro Football Hall of Fame.